# Bruyère de Corse
Erica terminalis
Espèce
Classification phylogénétique
La bruyère de Corse (Erica terminalis) est une espèce de plantes à fleurs de la famille des Ericaceae. C'est une bruyère originaire de Corse.